# Batalha de Neopatras
A Batalha de Neopatras (em grego: Νέαι Πάτραι) foi travada no início da década de 1270 entre um exército bizantino sitiante da cidade de Neopatras (atual Ipati, Grécia) e as forças de João I Ducas (r. 1268–1289), governante da Tessália. João Ducas foi pego de surpresa em sua capital pelas tropas bizantinas, porém conseguiu fugir, ao se disfarçar de cavaleiro, em direção ao Ducado de Atenas. Lá, aliou-se com João I de la Roche (r. 1263–1280), e ao retornar com um exército latino, atacou de surpresa o acampamento bizantino. Embora seu exército fosse numericamente inferior, João Ducas conseguiu uma esmagadora vitória perante o exército bizantino desorganizado.

## Antecedentes
Em 1259, o Império de Niceia, liderado por Miguel VIII Paleólogo (r. 1259–1282), tinha conseguido uma grande vitória na batalha de Pelagônia contra uma coalizão de seus principais adversários europeus, o Despotado do Epiro, o Reino da Sicília e o Principado de Acaia. A vitória tinha sido conseguida em grande medida através da deserção de João Ducas, filho ilegítimo de Miguel II do Epiro (r. 1230–1266/1268). Esta vitória permitiu que Miguel Paleólogo consolidasse seu território na Europa; ainda, o enfraquecimento do Epiro e dos estados latinos permitiu ao império realizar a reconquista de Constantinopla em 1261 e restabelecer o Império Bizantino, tendo Miguel como imperador. As forças de Niceia falharam, todavia, em subjugar o Epiro: João Ducas rapidamente voltou a ser leal a seu pai, e a população local permaneceu leal a Miguel II. Os nicenos foram expulsos da área em 1259, e depois derrotados e expulsos da Tessália em 1260.
Em 1266 ou 1268, Miguel II do Epiro morreu, e suas possessões foram divididas entre seus filhos: o filho legítimo mais velho, Nicéforo I (r. 1268–1267), herdou o que restava do Epiro propriamente, enquanto João, que tinha se casado com a filha de um líder valaco tessálio (Grande Valáquia), recebeu a Tessália com sua capital Neopatras. Ambos os irmãos eram hostis com o Império Bizantino restaurado, que visava recuperar seus territórios, e mantiveram estreitas relações com os Estados latinos no sul da Grécia. No entanto, Miguel VIII tentou anexá-los através de casamentos dinásticos: Miguel deu a Nicéforo sua sobrinha Ana Cantacuzena, enquanto um de seus sobrinhos, Andrônico Tarcaniota, casou-se com a filha de João Ducas, que recebeu o título de sebastocrator. Miguel falhou em seu objetivo como ambos que permaneceram mal dispostos em relação a ele.
Após a união profundamente impopular das Igrejas em 1274, Nicéforo e João I forneceram refúgio para os dissidentes e críticos das políticas religiosas de Miguel. Através destas negociações a respeito do Ato da União e a submissão da Igreja Ortodoxa Grega à Sé de Roma, Miguel afastou o perigo de um ataque latino concentrado em seu Estado, e foi livre para mover-se contra seus inimigos. Imediatamente, ele lançou ofensivas contra os territórios sicilianos na Albânia, e contra João Ducas na Tessália.

## Batalha
Para a campanha contra a Tessália (a data é incerta, mas estudiosos recentes favorecem 1272/1273 ou 1274/1275),[a] Miguel montou uma força enorme, em grande maioria de mercenários, que fontes contemporâneas colocam, certamente exagerando, em 30 000 (Jorge Paquimeres fala de 40 000 homens, incluindo as forças navais). Eles foram colocados sob seu próprio irmão, o déspota João Paleólogo, e o general Aleixo Cabalário. Esta força foi enviada contra a Tessália, e era para ser ajudada pela marinha bizantina sob o protoestrator Aleixo Ducas Filantropeno, que foi atacar os principados latinos e impediu-os de ajudar João Ducas.
Ducas foi pego completamente de surpresa pelo avanço das forças bizantinas, e foi encurralado com alguns homens em sua capital, Neopatras, que os bizantinos procederam para sitiar. Ducas, contudo, recorreu a um estratagema: escalou os muros da fortaleza com uma corda e, disfarçado como um cavaleiro, conseguiu atravessar o cerco bizantino. Após três dias, chegou a Tebas, onde pediu ajuda de João I de la Roche (r. 1263–1280), duque de Atenas. Os dois governantes concluíram um tratado de aliança, pela qual o irmão de João de la Roche e herdeiro, Guilherme I (r. 1280–1287), casaria com a filha de João Ducas, Helena, e receberia as fortalezas de Gravia, Siderocastro, Gardici e Lâmia como dote. Em retorno, de la Roche deu a Ducas 300 ou 500 cavaleiros (dependendo da fonte), com quem voltou rapidamente para Neopatras.
As forças bizantinas tinham sido consideravelmente enfraquecidas, com vários destacamentos enviados para capturar outros fortes ou saquear a região e, além disso, era desajeitada e não muito coesa, dado as muitas etnias que serviam na mesma. De acordo com o historiador veneziano Marino Sanudo, quando João Ducas e João I de la Roche avistaram o enorme acampamento bizantino, de la Roche proferiu, em grego, uma frase de Heródoto: "Há um monte de pessoas aqui, mas poucos homens". Na verdade, as tropas bizantinas em pânico sob o súbito ataque de uma força latina menor e mais disciplinada quebraram completamente quando o contingente cumano abruptamente mudou de lado. Apesar das tentativas de João Paleólogo para reagrupar suas forças, eles fugiram e se dispersaram.

## Rescaldo
Com a notícia do sucesso, os latinos se encorajaram e montaram uma frota para atacar a frota bizantina, que estava ancorada em Demétrias (próxima da moderna Vólos). Inicialmente, os latinos tiveram um bom progresso, causando muitas baixas aos bizantinos. No entanto, assim quando a vitória parecia iminente, João Paleólogo chegou com reforços e virou a maré da batalha. Apesar desta vitória, contudo, o déspota foi abalado pelo desastre de Neopatras: ele renunciou a seu posto e morreu mais tarde no mesmo ano.